# Kevin Hardy (football américain, 1973)
Pour les articles homonymes, voir Kevin Hardy.
(en) Statistiques sur pro-football-reference
Kevin Hardy, né le 24 juillet 1973 à Evansville dans l'État d'Indiana, est un joueur américain de football américain qui évoluait au poste de linebacker. Il a joué neuf saisons dans la National Football League (NFL) pour les Jaguars de Jacksonville (1996 à 2001), les Cowboys de Dallas (2002) et les Bengals de Cincinnati (2003 à 2004).
Ayant représenté le Fighting Illini de l'université de l'Illinois au niveau universitaire, il est sélectionné par les Jaguars de Jacksonville en deuxième position lors de la draft 1996 de la NFL. Il s'impose par la suite comme un des meilleurs joueurs défensifs de son équipe et connaît son apogée lors de la saison 1999, qui est couronnée par une sélection au Pro Bowl et une présence dans la première équipe-type All-Pro de la ligue.
Après six saisons avec les Jaguars, il rejoint les Cowboys de Dallas en 2002. Malgré une saison respectable, il est libéré après une saison pour des raisons liées au plafond salarial de l'équipe. Il signe ensuite aux Bengals de Cincinnati avec lesquels il joue deux saisons avant de se retirer.